# Betancuria
Betancuria este o arie protejată (arie de protecție specială avifaunistică — SPA) din Spania întinsă pe o suprafață de 16.972,41 ha, integral pe uscat.

## Localizare
Centrul sitului Betancuria este situat la coordonatele 28°26′10″N 14°05′06″W / 28.4361°N 14.0849°V.

## Înființare
Situl Betancuria a fost declarat arie de protecție specială avifaunistică în octombrie 2022 pentru a proteja 27 de specii de animale.

## Biodiversitate
Situată în ecoregiunea , aria protejată nu include niciun habitat protejat.
La baza desemnării sitului se află mai multe specii protejate de  păsări (27): Bucanetes githagineus, Bulweria bulwerii, pasărea ogorului (Burhinus oedicnemus), ciocârlie-cu-degete-scurte (Calandrella brachydactyla), fugaci de țărm (Calidris alpina), bătăuș (Calidris pugnax), Calonectris borealis, prundăraș de sărătură (Charadrius alexandrinus), Chlamydotis undulata, barză albă (Ciconia ciconia), Cursorius cursor, egretă mică (Egretta garzetta), șoim călător (Falco peregrinus), becațină comună (Gallinago gallinago), piciorong (Himantopus himantopus), sitar de mâl (Limosa limosa), Marmaronetta angustirostris, vultur egiptean (Neophron percnopterus), stârc de noapte (Nycticorax nycticorax), vultur pescar (Pandion haliaetus), lopătar (Platalea leucorodia), Pterocles orientalis, Saxicola dacotiae, turturică (Streptopelia turtur), călifar roșu (Tadorna ferruginea), fluierar de mlaștină (Tringa glareola), fluierar cu picioare verzi (Tringa nebularia).